# Локхарт (Флорида)
Ло́кхарт (англ. Lockhart) — статистически обособленная местность, расположенная в округе Ориндж (штат Флорида, США) с населением в 12 944 человека по статистическим данным переписи 2000 года.

## География
По данным Бюро переписи населения США статистически обособленная местность Локхарт имеет общую площадь в 11,91 квадратных километров, из которых 11,4 кв. километров занимает земля и 0,52 кв. километров — вода. Площадь водных ресурсов округа составляет 4,37 % от всей его площади.
Статистически обособленная местность Локхарт расположена на высоте 26 м над уровнем моря.

## Демография
| Год переписи        | Нас.  |  | %±    |
| ------------------- | ----- |  | ----- |
| 1970                | 5809  |  | —     |
| 1980                | 10569 |  | 81,9% |
| 1990                | 11636 |  | 10,1% |
| 2000                | 12944 |  | 11,2% |
| 1970–2000 Источник: |       |  |       |

По данным переписи населения 2000 года в Локхартe проживало 12 944 человека, 3305 семей, насчитывалось 4642 домашних хозяйств и 4952 жилых дома. Средняя плотность населения составляла около 1086,82 человека на один квадратный километр. Расовый состав населённого пункта распределился следующим образом: 73,79 % белых, 16,08 % — чёрных или афроамериканцев, 0,58 % — коренных американцев, 2,21 % — азиатов, 0,04 % — выходцев с тихоокеанских островов, 3,09 % — представителей смешанных рас, 4,21 % — других народностей. Испаноговорящие составили 16,09 % от всех жителей статистически обособленной местности.
Из 4642 домашних хозяйств в 37,9 % воспитывали детей в возрасте до 18 лет, 49,3 % представляли собой совместно проживающие супружеские пары, в 16,0 % семей женщины проживали без мужей, 28,8 % не имели семей. 20,1 % от общего числа семей на момент переписи жили самостоятельно, при этом 5,2 % составили одинокие пожилые люди в возрасте 65 лет и старше. Средний размер домашнего хозяйства составил 2,79 человек, а средний размер семьи — 3,20 человек.
Средний доход на одно домашнее хозяйство статистически обособленной местности составил 38 169 долларов США, а средний доход на одну семью — 39 786 долларов. При этом мужчины имели средний доход в 30 337 долларов США в год против 24 006 долларов среднегодового дохода у женщин. Доход на душу населения статистически обособленной местности составил 38 169 долларов в год. 8,9 % от всего числа семей в населённом пункте и 11,3 % от всей численности населения находилось на момент переписи населения за чертой бедности, при этом 15,9 % из них были моложе 18 лет и 9,1 % — в возрасте 65 лет и старше.